# Пенсионный возраст по странам

### Пенсионный возраст по странам
Ниже в таблице представлены сведения о пенсионном возрасте в ряде стран:
| Страна               | Пенсионный возраст                  | Пенсионный возраст                  | Год    | Источник                         | Примечания |
| Страна               | Мужчины                             | Женщины                             | Год    | Источник                         | Примечания |
| -------------------- | ----------------------------------- | ----------------------------------- | ------ | -------------------------------- | --- |
| Австралия            | 66                                  | 66                                  | 2022   |                                  | С 2035 года 67 лет |
| Австрия              | 65                                  | 65                                  | 2025   |                                  | В Австрии с 1 января 2024 года пенсионный возраст для женщин начнёт постепенно повышаться и к 2033 году сравняется с пенсионным возрастом мужчин. |
| Азербайджан          | 65                                  | 63                                  | 2022   |                                  | С 1 июля 2017 года вступил в силу указ президента Азербайджана, согласно которому пенсионный возраст для мужчин и женщин увеличивается до 65 лет. Увеличение происходит поэтапно в год на 6 месяцев: для мужчин — начиная с 1 июля 2017 года и до 1 июля 2021 года, для женщин — с 1 июля 2017 года до 1 июля 2027 года. Было 63 и 60. |
| Албания              | 65                                  | 61г4м                               | 2022   |                                  | |
| Алжир                | 60                                  | 60                                  | 2022   |                                  | |
| Аргентина            | 65                                  | 60                                  | 2018   | [ 4 ]                            | |
| Армения              | 63                                  | 63                                  | 2022   | [ 5 ]                            | |
| Бангладеш            | 59                                  | 59                                  | 2022   |                                  | |
| Беларусь             | 63                                  | 58                                  | 2022   | [ 6 ] [ 7 ]                      | С 1 января 2017 года пенсионный возраст повышается ежегодно на 6 месяцев до достижения возраста мужчинами 63 лет, женщинами — 58 лет. Было 60 и 55. |
| Бельгия              | 67                                  | 67                                  | 2025   |                                  | |
| Болгария             | 65                                  | 65                                  | 2025   |                                  | |
| Босния и Герцеговина | 65                                  | 65                                  | 2011   | [ источник не указан 2275 дней ] | |
| Бразилия             | 65                                  | 61г6м                               | 2022   | [ 9 ]                            | Пенсия мужчине (женщине) начинает начисляться, когда сумма «возраст + стаж» в годах достигает 95 (85).. В октябре 2019 года установлен пенсионный возраст 65 лет для мужчин и 62 года для женщин. |
| Великобритания       | 66                                  | 66                                  | 2022   |                                  | [ 11 ] [ 12 ] |
| Венгрия              | 65                                  | 65                                  | 2022   |                                  | |
| Вьетнам              | 60                                  | 55                                  | 2022   |                                  | |
| Германия             | 67                                  | 67                                  | 2025   |                                  | С 1 января 2012 года вступила в действие пенсионная реформа. Пенсионный возраст будет постепенно увеличиваться и достигнет 67 лет в 2031 году. Было 65 лет. |
| Греция               | 67                                  | 67                                  | 2022   |                                  | |
| Грузия               | 65                                  | 60                                  | 2022   |                                  | |
| Дания                | 70                                  | 70                                  | 2025   |                                  | |
| Израиль              | 67                                  | 62                                  | 2022   | [ 13 ]                           | У женщин возраст постепенно повышается, к июню 2023 года достигнет 65 лет. С 2037 года повышение возобновится в соответствии с увеличением продолжительности жизни. |
| Индия                | 60                                  | 60                                  | 2022   |                                  | |
| Индонезия            | 65                                  | 65                                  | 2025   |                                  | |
| Ирландия             | 66                                  | 66                                  | 2022   | [ 14 ]                           | |
| Исландия             | 67                                  | 67                                  | 2022   |                                  | |
| Испания              | 67                                  | 67                                  | 2025   |                                  | |
| Италия               | 67                                  | 67                                  | 2022   | [ 15 ]                           | С середины 2019 года, момент выхода на пенсию будет определяться по правилу «возраст + стаж = 100 лет» с минимумом по возрасту «62». |
| Казахстан            | 63                                  | 61.6                                | 2022   | [ 7 ]                            | С 1 января 2018 года поэтапно, в течение 10 лет, планируется ежегодно увеличивать на полгода пенсионный возраст для женщин, с последующим доведением его до 63 лет. |
| Канада               | 65                                  | 65                                  | 2022   |                                  | |
| Кипр                 | 65                                  | 65                                  | 2022   |                                  | |
| Китай                | 60                                  | 55                                  | 2022   | [ 17 ]                           | Всеобщая пенсионная система в Китае отсутствует, пенсия выплачивается отдельным категориям населения. Имеются три системы пенсий, в порядке увеличения массовости и уменьшения выплат: для сотрудников правительственных учреждений, для сотрудников предприятий, для горожан и сельских жителей. Значительная часть населения не покрыта (в городах покрытие составляет чуть менее 50 %, в сельской местности — 4 %). |
| Республика Корея     | 60                                  | 60                                  | 2022   |                                  | |
| Кыргызстан           | 62                                  | 57                                  | 2018   | [ источник не указан 2275 дней ] | |
| Латвия               | 65                                  | 65                                  | 2025   |                                  | С 1 января 2014 года пенсионный возраст 62 года ежегодно увеличивается на 3 месяца и к 2025 году достигнет 65 лет для обоих полов. |
| Литва                | 65                                  | 65                                  | 2025   | [ 20 ]                           | До 2011 года пенсионный возраст был 62,5 и 60 лет. С 2011 года происходит постепенное увеличение пенсионного возраста для обоих полов до 65 лет, которое завершится в 2026 году. |
| Лихтенштейн          | 64                                  | 64                                  | 2022   |                                  | |
| Люксембург           | 65                                  | 65                                  | 2022   |                                  | |
| Северная Македония   | 64                                  | 62                                  | 2011   | [ источник не указан 2275 дней ] | |
| Малайзия             | 60                                  | 60                                  | 2021/2 |                                  | |
| Мальта               | 63                                  | 63                                  | 2022   |                                  | |
| Мексика              | 65                                  | 65                                  | 2022   |                                  | |
| Монголия             | 60                                  | 55                                  | 2022   |                                  | |
| Молдова              | 63                                  | 60                                  | 2022   | [ 22 ] [ 23 ]                    | В декабре 2021 года принят закон о поэтапном (на 6 месяцев в год) повышении пенсионного возраста для женщин до 63 лет к 2024 году, кроме того с 1 июля 2024 года на пенсию сможет выйти вне зависимости от возраста любой (как мужчина, так и женщина) гражданин, имеющий непрерывный трудовой стаж не менее 34 лет. |
| Нидерланды           | 66л7м                               | 66л7м                               | 2022   |                                  | С 1 января 2019 возраст выхода на пенсию в Нидерландах составляет 66 лет и 4 месяца. В 2020-м он должен вырасти до 66 лет и 8 месяцев, а в 2021-м — до 67 лет. Ещё через год он достигнет 67 лет и 3 месяцев |
| Новая Зеландия       | 65                                  | 65                                  | 2022   |                                  | |
| Норвегия             | 67                                  | 67                                  | 2022   | [ 27 ]                           | Для мужчин и женщин пенсионный возраст одинаков — 67 лет. Есть возможность прекратить свою трудовую деятельность по договору с работодателем в 62 года. Люди, работающие на вредных производствах, и в тяжелых психических и физических условиях труда, тоже могут рассчитывать на досрочный выход на пенсию. |
| Польша               | 65                                  | 60                                  | 2022   | [ 28 ]                           | Действует с октября 2017 года. До этого пенсионный возраст был резко повышен и составлял 67 лет для обоих полов. |
| Португалия           | 68л7м                               | 63 г                                | 2022   |                                  | |
| Россия               | 65                                  | 60                                  | 2024   | [ 29 ]                           | Принято решение о постепенном, с 2019 года, повышении пенсионного возраста до 65 лет для мужчин и до 60 лет для женщин к 2028 году. |
| Румыния              | 65                                  | 61г11м                              | 2022   |                                  | |
| Саудовская Аравия    | 60                                  | 60                                  | 2022   |                                  | |
| Сербия               | 65                                  | 63г4м                               | 2022   |                                  | |
| Сингапур             | 63                                  | 63                                  | 2022   |                                  | |
| Словакия             | 64                                  | 64                                  | 2022   |                                  | |
| Словения             | 67                                  | 67                                  | 2025   |                                  | |
| США                  | 66л4м                               | 66л4м                               | 2022   | [ 7 ]                            | В США возраст выхода на пенсию станет равным 67 годам в 2027 году, так как выход на заслуженный отдых с 67 лет предусмотрен для родившихся в 1960-м году и позже. |
| Таджикистан          | 63                                  | 58                                  | 2022   |                                  | |
| Туркменистан         | 62                                  | 57                                  | 2022   |                                  | |
| Узбекистан           | 60                                  | 55                                  | 2022   |                                  | |
| Украина              | 60, 63, 65 (в зависимости от стажа) | 60, 63, 65 (в зависимости от стажа) | 2022   | [ 7 ] [ 33 ] [ 34 ]              | До 2021 года пенсионный возраст для женщин постепенно повышался до 60 лет. |
| Финляндия            | 64                                  | 64                                  | 2022   |                                  | |
| Франция              | 62                                  | 62                                  | 2022   |                                  | |
| Хорватия             | 65                                  | 63                                  | 2022   |                                  | |
| Черногория           | 64                                  | 59                                  | 2011   | [ источник не указан 2275 дней ] | |
| Чехия                | 63г10 м                             | 63г10 м                             | 2022   |                                  | |
| Чили                 | 65                                  | 60                                  | 2022   |                                  | |
| Швейцария            | 65                                  | 64                                  | 2022   |                                  | |
| Швеция               | 62                                  | 62                                  | 2022   |                                  | Премьер-министр Швеции выступает за повышение пенсионного возраста до 75 лет. |
| Эстония              | 64г6м                               | 64г6м                               | 2023   |                                  | В настоящий момент пенсионный возраст постепенно увеличивается и в 2026 году достигнет 65 лет. С 2027 года возраст пенсии по старости будет зависеть от предполагаемой продолжительности жизни. Эти данные ежегодно публикует Департамент статистики. Если ожидаемая продолжительность жизни вырастет, повысится и возраст пенсии по старости. К 1 января каждого года правительство Республики будет утверждать новый возраст пенсии по старости, который вступит в силу через два года. Возраст пенсии по старости в 2027 году, таким образом, выяснится 1 января 2025 года. Возраст пенсии по старости может за один раз быть повышен максимум на три месяца. При уменьшении предполагаемой продолжительности жизни возраст выхода на пенсию в любом случае не будет меньше 65 лет. По состоянию на ноябрь 2023 года, предполагаемый возраст выхода на пенсию для жителей Эстонии, родившихся в 2010 году, составил 70 лет и 9 месяцев. |
| ЮАР                  | 60                                  | 60                                  | 2022   |                                  | |
| Япония               | 65                                  | 65                                  | 2022   | [ 41 ]                           | Базовый возраст выхода на пенсию в Японии составляет 65 лет. При этом возможно досрочно выйти на пенсию с 60 лет, но со сниженным размером выплат на 0.4% за каждый месяц досрочного выхода на пенсию. Отсроченная пенсия может быть получена с 65 до 75 лет, и за каждый месяц отсрочки пенсионные выплаты увеличиваются на 0.7% |